# Foussana
Foussana (àrab: فوسانة, Fūsāna) és una ciutat de Tunísia situada uns 22 km al nord-oest de Kasserine, a la governació de Kasserine, a la falda del Djebel Bireno. Té estació de ferrocarril. Té uns 5.000 habitants i és capçalera d'una delegació amb 42.910 habitants al cens del 2004.

## Administració
És el centre de la delegació o mutamadiyya homònima, amb codi geogràfic 42 61 (ISO 3166-2:TN-12), dividida en tretze sectors o imades:
- Foussana (42 61 51)
- Foussana Lahouaz (42 61 52)
- Khmouda Nord (42 61 53)
- Khmouda Sud (42 61 54)
- Ouled Mahfoudh (42 61 55)
- Afrane (42 61 56)
- El Meziraa (42 61 57)
- El Aadhira (42 61 58)
- El Hazza (42 61 59)
- EL Brika (42 61 60)
- Bouderiass (42 61 61)
- Aïn El Jinene (42 61 62)
- Er-Rtibet (42 61 63)

Al mateix temps, forma una municipalitat o baladiyya (codi geogràfic 42 17).